# Gagil
Gagil – miasto w Mikronezji, w stanie Yap. Według danych szacunkowych na rok 2012 liczyło 836 mieszkańców